# Ваймач
Ваймач — водораздельное озеро на территории Ведлозерского сельского поселения Пряжинского района Республики Карелия.

## Общие сведения
Площадь озера — 0,7 км². Располагается на высоте 88,1 метров над уровнем моря.
Форма озера лопастная, продолговатая: вытянуто с севера на юг. Берега каменисто-песчаные, местами заболоченные.
Озеро является водораздельным: с севера протокой соединяется с рекой Эняйоки; с юга озера вытекает ручей Сарги, втекающий в реку Онгимус недалеко от места её впадения в озеро Пертъярви, откуда берёт начало река Новзема бассейна реки Видлицы.
В озере расположены два острова без названия.
С востока от озера проходит лесная дорога.
Населённые пункты возле озера отсутствуют. Ближайший — деревня Койвусельга — расположен в 9 км к востоку от озера.
Код объекта в государственном водном реестре — 01040300211102000014282.